# Endaeus
Endaeus är ett släkte av skalbaggar. Endaeus ingår i familjen vivlar.

## Dottertaxa tillEndaeus, i alfabetisk ordning[1]
- Endaeus abyssinicus
- Endaeus acutidens
- Endaeus aequatorialis
- Endaeus angolanus
- Endaeus antennatus
- Endaeus anthonomoides
- Endaeus armatipes
- Endaeus armicrus
- Endaeus baikieae
- Endaeus bauhiniae
- Endaeus biggibosus
- Endaeus brevicornis
- Endaeus brevipilis
- Endaeus brunneus
- Endaeus callosus
- Endaeus calophylli
- Endaeus camerunicus
- Endaeus carinifrons
- Endaeus castus
- Endaeus curtus
- Endaeus curvimanus
- Endaeus delicatus
- Endaeus dentipes
- Endaeus depilatus
- Endaeus dorytomoides
- Endaeus elongatulus
- Endaeus ferrugineus
- Endaeus floralis
- Endaeus foveirostris
- Endaeus fuscirostris
- Endaeus hirsutus
- Endaeus hispidus
- Endaeus indentatus
- Endaeus latifrons
- Endaeus lucens
- Endaeus mimicus
- Endaeus mollandini
- Endaeus monticola
- Endaeus nitidus
- Endaeus orchidearum
- Endaeus parilis
- Endaeus pedunculatus
- Endaeus pullus
- Endaeus pumilus
- Endaeus rufinus
- Endaeus rufus
- Endaeus sanguineus
- Endaeus spinosus
- Endaeus striatus
- Endaeus subcylindricollis
- Endaeus testaceus
- Endaeus urbanus
- Endaeus vadoni